# Challenger de Salzburgo
El ATP Salzburg Indoors es un torneo profesional de tenis. Pertenece al ATP Challenger Series dentro de la categoría Tretorn SERIE+. Se jugó desde el año 2009 hasta el 2011 sobre pistas duras bajo techo (indoor), en Salzburgo, Austria.

## Palmarés

### Individuales
| Año       | Campeón        | Finalista       | Resultado           |
| --------- | -------------- | --------------- | ------------------- |
| 2021      | Facundo Bagnis | Federico Coria  | 6–4, 3–6, 6–2       |
| 2012-2020 | No celebrado   | No celebrado    | No celebrado        |
| 2011      | Benoît Paire   | Grega Žemlja    | 6–7(6–8), 6–4, 6–4  |
| 2010      | Conor Niland   | Jerzy Janowicz  | 7–6(5), 6–7(2), 6–3 |
| 2009      | Michael Berrer | Jarkko Nieminen | 6–7(4), 6–4, 6–4    |

### Dobles
| Año       | Campeones                     | Finalistas                            | Resultado         |
| --------- | ----------------------------- | ------------------------------------- | ----------------- |
| 2021      | Facundo Bagnis Sergio Galdós  | Robert Galloway Alex Lawson           | 6–0, 6–3          |
| 2012-2020 | No celebrado                  | No celebrado                          | No celebrado      |
| 2011      | Martin Fischer Philipp Oswald | Alexander Waske Lovro Zovko           | 6–3, 3–6, [14–12] |
| 2010      | Alexander Peya Martin Slanar  | Rameez Junaid Frank Moser             | 7–6(1), 6–3       |
| 2009      | Philipp Marx Igor Zelenay     | Sonchat Ratiwatana Sanchai Ratiwatana | 6–4, 7–5          |